# Grabák
A grabák (ógörög nevük nem ismert, latin Grabaei) az illírek közé tartozó kisebb ókori törzs volt, szállásterületük a Drilón alsó folyása mentén húzódott. Egyes feltételezések szerint soraikból került ki az Illír Királyság i. e. 4. század közepi uralkodója, Grabosz.

## Területük és történetük

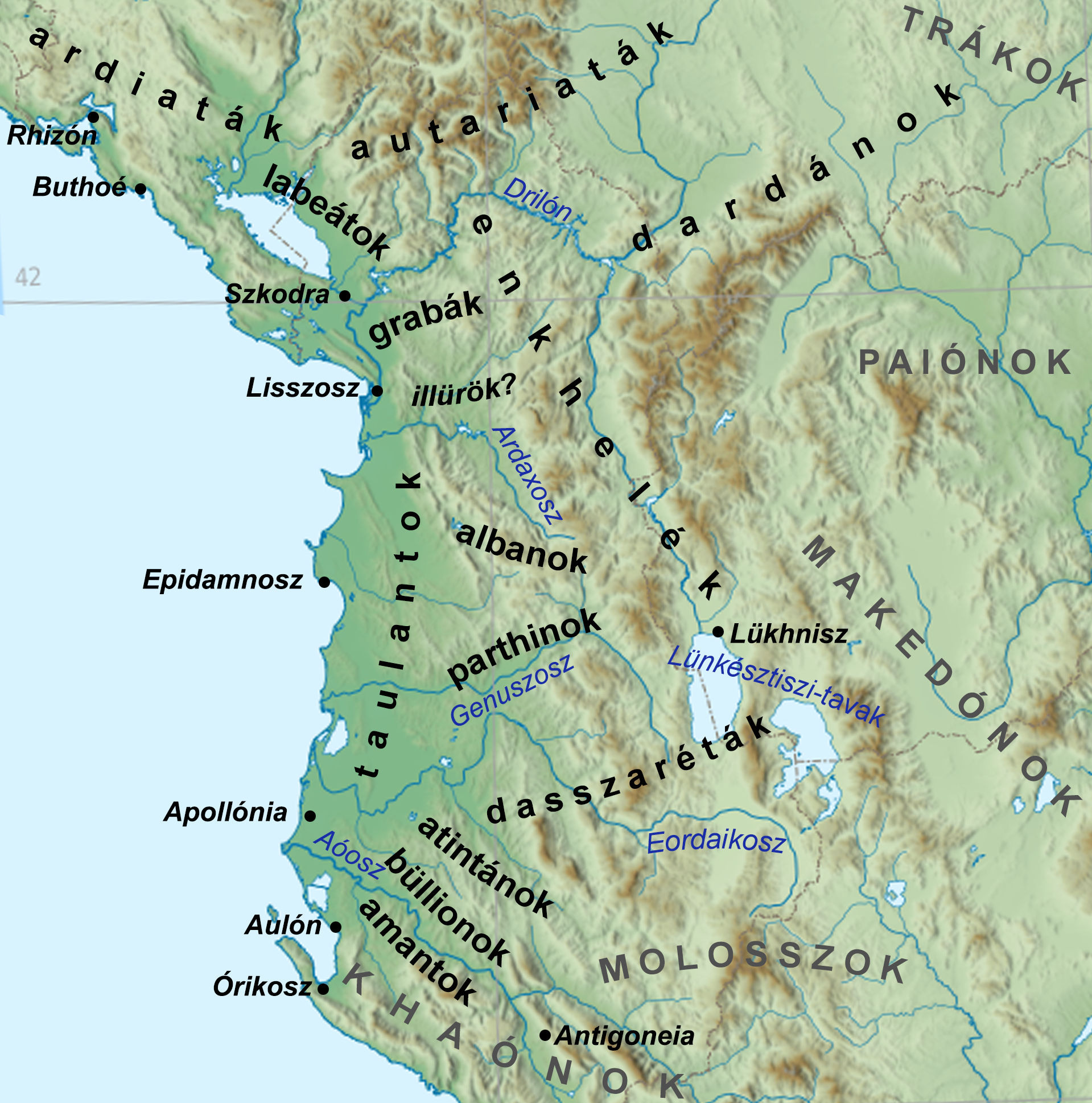
A jelentősebb délillír törzsek hozzávetőleges szállásterülete és szomszédaik az században

Idősebb Plinius az i. sz. 1. században azt írta róluk, hogy a labeátok és a taulantok közötti területen éltek. A történeti rekonstrukciók alapján a szállásterületük feltehetően a Drilón (Drin) és az Ardaxosz (Mat) folyók közén húzódó hegyvidék lehetett, az illürök hipotetikus törzsétől északra, de vannak kutatók, akik a Labeátiszi-tó (Shkodrai-tó) környékén helyezik el őket. Az i. e. 2. századi római hódítás időszakára korábbi területeiktől északabbra kerültek, és a Drilón jobb partján magasodó hegységet lakták (mai nevén Malësia e Madhë).
Kis létszámú törzs lévén nem játszottak nagy szerepet az illírek történelmében. Nevezetességük, hogy az utókor történészeinek egy csoportja az i. e. 357/356 körül uralkodó illír királyt, Graboszt a névhasonlóság miatt graba származásúnak tartja. Grabosz csatlakozott több Makedónia elleni koalícióhoz, de még mielőtt sor került volna a háborúra, II. Philipposz makedón király vereséget mért rá és illírjeit alávetettségbe taszította. Annak fényében azonban, hogy a grabák meglehetős távolságban éltek a korabeli makedón határtól, Grabosz graba uralkodóként való azonosítása kétséges.